# Palača Barolo
Palača Barolo (špansko Palacio Barolo) je znamenita poslovna stavba na naslovu 1370 Avenida de Mayo, v soseski Montserrat , Buenos Aires, Argentina. Bila je več kot desetletje najvišja stavba Buenos Airesa do izgradnje stavbe Kavanagh leta 1936. Njen  dvojček Palacio Salvo je stavba, zasnovana in postavljena v eklektičnem slogu, ki jo je zgradil isti arhitekt v Montevideu.
Ta stavba je bila leta 1997 razglašena za nacionalni zgodovinski spomenik. Trenutno je v stavbi več potovalnih agencij, španska šola za tujce, trgovina, ki prodaja oblačila za tango, pisarne in ateljeji arhitektov, računovodij, odvetnikov in oblikovalcev.

## Zgodovina
Italijanskemu arhitektu Mariu Palantiju je naročil oblikovanje stavbe empresario Luis Barolo, italijanski priseljenec, ki je leta 1890 prispel v Argentino in obogatel s pleteninami. Osnovni dizajn v eklektičnem slogu je bil zasnovan hkrati z modelom Palacio Salvo v Montevideu v Urugvaju.
Palača Barolo je bila zasnovana v skladu s kozmologijo Dantejevo Božansko komedijo, ki je motivirala arhitektovo občudovanje Alighierija. Obstaja 22 nadstropij, razdeljenih na tri 'odseke'. Klet in pritličje predstavljata pekel, nadstropja 1-14 so Vice, 15-22 pa nebesa. Stavba je visoka 100 metrov, en meter za vsako pesem Božanske komedije. Iz svetilnika na vrhu stavbe se lahko vidi vse do Montevidea v Urugvaju. Lastnik je nameraval uporabiti le 3 nadstropja, ostalo pa oddajati.
Po dokončanju leta 1923 je bila najvišja stavba ne samo v mestu, temveč tudi v celotni Južni Ameriki. Najvišja stavba v mestu je ostala do leta 1935, ko je po zaključku stavba Kavanagh dobila ta naziv. Danes so v njej v glavnem odvetniške pisarne, šola v španskem jeziku in trgovina, ki prodaja oblačila Tango.

## Opis
Nebotičnik iz jeklene konstrukcije meri 100 metrov in ima 18 nadstropij; vsako nadstropje ima edinstveno zasnovo in okrasje. Če ostanemo pri Božanski komediji (poleg števca za vsako pesem), svetilnik na vrhu stavbe predstavlja devet angelskih zborov. Strukturo zaključuje majhen zvonik z ornamentom, ki prikazuje ozvezdje Južnega križa. Stavba je navedena v zbirki podatkov Emporis.
Temelji stavbe ustrezajo zlatemu rezu. Nebotičnik je bil zgrajen za namestitev Dantejevega pepela; Barolo je verjel »da se je Evropa začela premikati proti propadu« in jih hotel stavbo zgraditi čim dlje od celine.
V preddverju je osrednja dvorana, okrašena z napisi v latinskih verzih in kipi pošasti. Iz osrednje kupole seva v devet obokanih prehodov; ti predstavljajo devet peklenskih krogov, kot je opisano v peklu. Prva tri nadstropja imajo na stenah in tleh geometrijske figure, ki predstavljajo alkimistične simbole za ogenj, barve italijanske zastave in različne prostozidarske simbole. Preddverje ima tudi delujoča starinska dvigala.
Svetilnik na vrhu stavbe skupaj s Palacio Salvo v Montevideu v Urugvaju je bil zasnovan kot dobrodošlica obiskovalcem, ki prihajajo iz Atlantskega oceana v izliv Rio de la Plata, podobno kot Herkulova stebra. Okrasna konica se poravna z dejanskim ozvezdjem Južnega križa 9. julija, na dan neodvisnosti Argentine.

## Galerija

### Zgodovinske slike
- LZ 127 Graf Zeppelin leti nad stavbo leta 1934.
- LZ 127 Graf Zeppelin leti nad stavbo leta 1934.